# Hypolimnas formosana
Hypolimnas formosana är en fjärilsart som beskrevs av Jinhaku Sonan 1926. Hypolimnas formosana ingår i släktet Hypolimnas och familjen praktfjärilar. Inga underarter finns listade i Catalogue of Life.